# Зельцька волость
Зельцька волость (Успенська волость) — історична адміністративно-територіальна одиниця Одеського повіту Херсонської губернії.
Станом на 1886 рік — складалася з 3 поселень, 3 сільських громад. Населення — 7167 осіб (3608 чоловічої статі та 3559 — жіночої), 590 дворових господарств. Площа — 174,31 км2.
На сьогодні це територія Лиманської селищної територіальної громади.
|                     | Площа, десятин | У тому числі орної, дес. |
| ------------------- | -------------- | ------------------------ |
| Сільських громад    | 15864          | 11246                    |
| Приватної власності | —              | —                        |
| Казенної власності  | —              | —                        |
| Іншої власності     | 91             | 91                       |
| Загалом             | 15955          | 11337                    |

Поселення волості:
- Зельц — колонія німців при Кучурганському лімані за 65 верст від повітового міста, 2536 осіб, 197 дворів, римо-католицька церква, школа, 6 лавок, постоялий двір, базари через 2 тижні по середах.
- Кандель — колонія німців при Кучурганському лімані, 2776 осіб, 185 дворів, римо-католицька церква, 2 школи, 3 лавки.
- Страсбург — колонія німців при Кучурганському лімані, 1855 осіб, 208 дворів, римо-католицька церква, 2 школи, 5 лавок.

У 1916 році Успенська (Зельцька) волость нараховувала 2 населених пункти (села Благословенне та Успенське), займала площу 12973 десятин, населення — 4775 осіб, чоловіків — 2028, жінок — 2747, дворів — 1126.
Село Кучурган (Страсбург) було єдиним населеним пунктом Кучурганської (Стразбурзької) волості.